# Boerenprotesten in India in 2020-2021

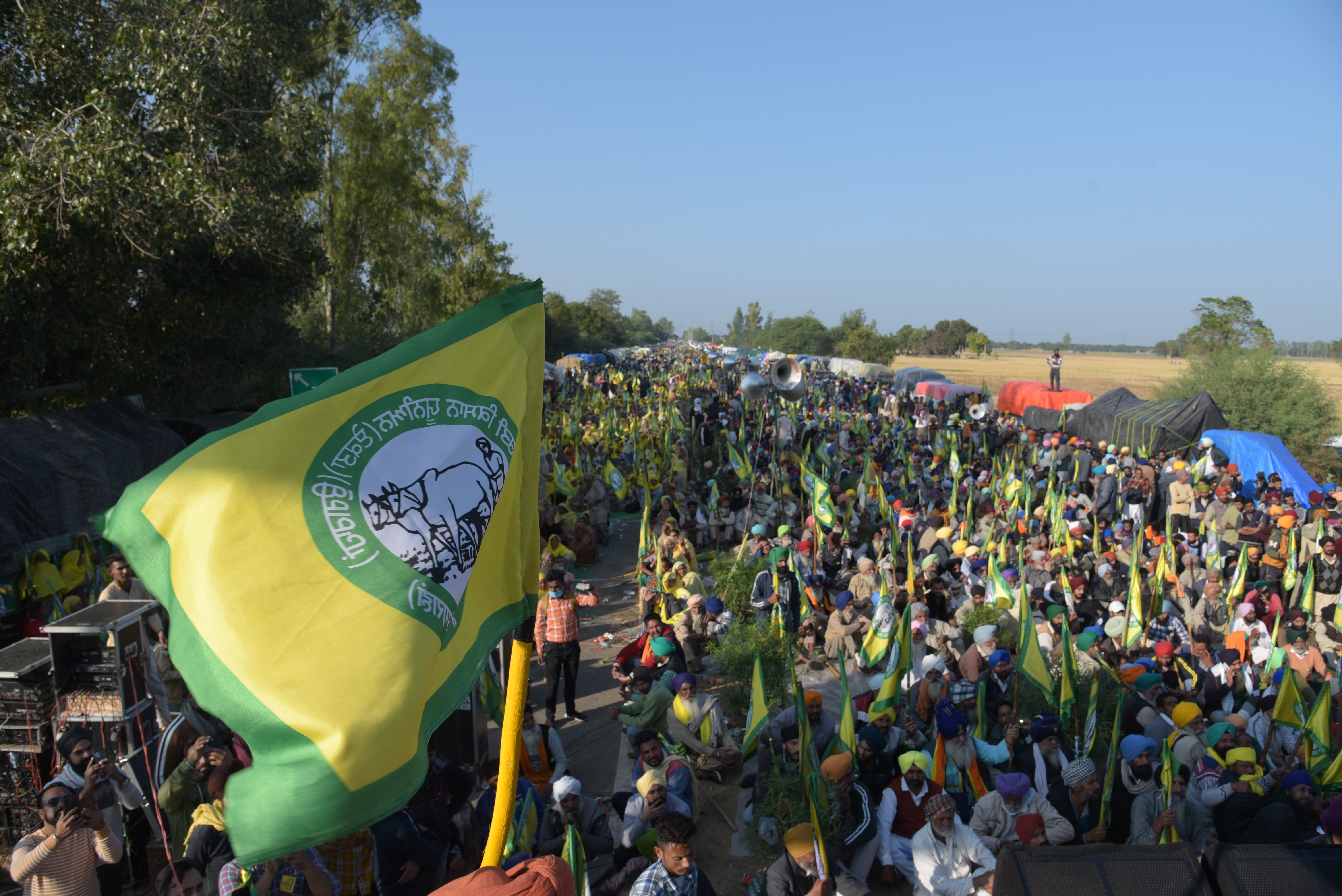
Protest in Delhi

De boerenprotesten in India in 2020 zijn sinds augustus 2020 aanhoudende protesten van boeren in India tegen de "marktvriendelijke" landbouwhervormingen van de regering-Modi, die de boerenvakbonden "anti-landbouwerwetten" noemen. De landbouwers vragen dat de hervormingen ongedaan worden gemaakt en dat ze een gegarandeerde minimumprijs krijgen voor hun goederen. 

## Landbouwwetten
Het gaat om drie landbouwwetten uit 2020, vaak aangeduid als de Farm Bills, Deze werden vanaf 2017 voorbereid, en in september 2020 in snel tempo goedgekeurd, door de Lok Sabha (lagerhuis) op 17 september en de Rajya Sabha op 20 september. De ondertekening door president Ram Nath Kovind volgde op 27 september. Op 12 januari 2021 heeft het Hooggerechtshof de tenuitvoerlegging van de landbouwwetten opgeschort, en een onderzoekscommissie benoemd om tegen 20 februari 2021 de bezwaren tegen de wet te onderzoeken.

## Protesten in 2020
Na twee maanden van protestacties organiseerden boeren een mars naar New Delhi. Op 26 november 2020 vervoegden de demonstranten een algemene staking waar naar schatting 250 miljoen Indiërs aan deelnamen. Na de staking marcheerden de boeren, met enkele honderdduizenden, verder richting New Delhi. Op 8 december was er opnieuw een algemene staking. Midden december blokkeren er nog tienduizenden boeren de toegangswegen naar New Delhi; onderhandelingen tussen de demonstranten en de regering-Modi leverden vooralsnog niets op.

## Protesten in 2021
De protesten bereikten een piek na 26 januari, de nationale feestdag, toen protesterende boeren doorstootten tot het Rode Fort in hartje New Delhi. Een bericht van CNN op 3 februari over het afsluiten van het internet rond de hoofdstad na gewelddadige confrontaties tussen landbouwers en politie, werd gedeeld door beroemdheden als zangeres Rihanna, klimaatactiviste Greta Thunberg, Meena Harris en anderen, tot grote verontwaardiging van de Indiase overheid. Ook de Indiase klimaatactiviste Disha Ravi werd gearresteerd wegens het doorgeven van een “toolkit” die door Greta Thunberg was getweet, volgens de politie een “daad van staatsvijandige samenzwering”.
Bij aanhoudende protesten vielen in oktober 2021 vier doden, toen een auto, toebehorend aan minister van Huisvesting Ajay Mishra, doelbewust op demonstrerende boeren inreed. Op 19 november kondigde premier Modi verrassend aan de wet te zullen intrekken.